# Cryptocarya rhodosperma
Cryptocarya rhodosperma är en lagerväxtart som beskrevs av B.P.M. Hyland. Cryptocarya rhodosperma ingår i släktet Cryptocarya och familjen lagerväxter. Inga underarter finns listade i Catalogue of Life.